# Lejon anfaller en häst
Lejon anfaller en häst (engelska: A Lion Attacking a Horse) kallas en serie oljemålningar av den engelske konstnären George Stubbs. Den omfattar omkring 18 tavlor, flertalet målade mellan 1762 och 1770. Några av tavlorna benämns Häst skrämd av ett lejon (Horse Frightened by a Lion) och Häst slukad av ett lejon (Horse Devoured by a Lion) beroende på motiv. Målningarna tillhör Stubbs mer kända verk och är utställda på några av de främsta konstmuseerna i världen såsom Yale Center for British Art och Yale University Art Gallery, båda i New Haven samt Tate Britain i London, National Gallery of Victoria i Melbourne och Walker Art Gallery i Liverpool.  

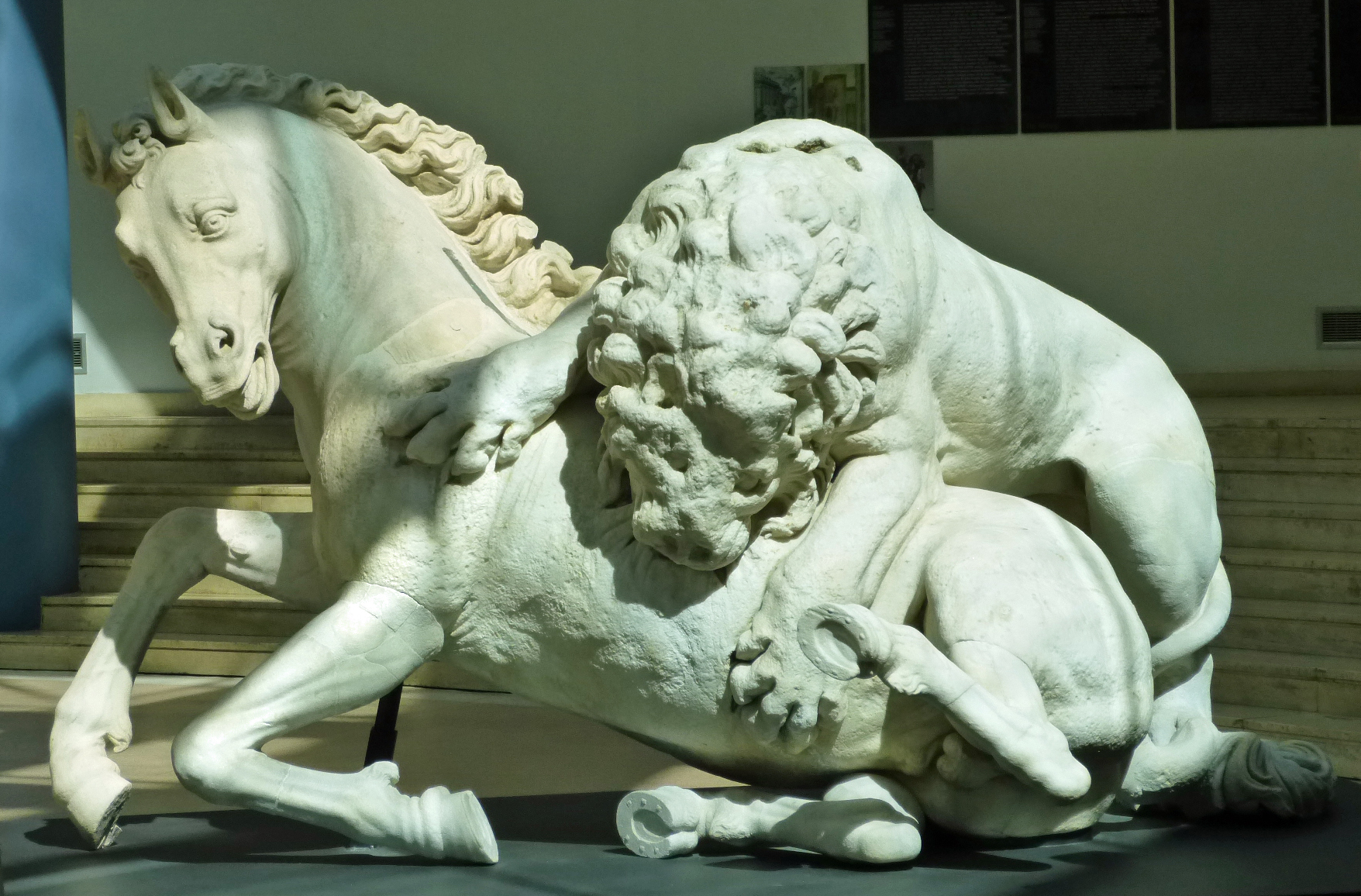
Romersk kopia av en hellenistisk skulptur som är utställd på Palazzo dei Conservatori.

Flera källor anger att Stubbs besökte Marocko och där blev vittne till hur ett berberlejon anföll en häst. Andra källor motsäger detta och framför istället att Stubbs inspirerats av en hellenistisk skulptur han sett under ett besök i Palazzo dei Conservatori i Rom 1754. Motivet fastnade i hans medvetande och med utgångspunkt från det utvecklade han en ny typ av djurmåleri, fylld av romantisk upplevelse av naturens storslagenhet. Människan har ingen plats i denna våldsamma värld, men konstnären identifierar sig med hästen, vars rena vithet – åtminstone i de senare målningarna – kontrasterar mot de olycksbådande klipporna som tillhör lejonets revir. Åskmolnen som seglar upp över himlen förstärker intrycket av en freudiansk mardröm. 
Den formella disciplinen i Stubbs kompositioner präglas av den nyklassicistiska andan, men konstnärens senare målningar vittnar om nya estetiska ideal som förebådar romantiken. Det dramatiska motivet i Lejon anfaller en häst appellerar till känslorna – målningen visar en stelnad bild av skräck. Den franske romantikens portalfigur Eugène Delacroix målade 80 år senare ett liknande motiv i Lejonjakt.  
Stubbs blev känd som djurmålare, i synnerhet porträtterade han hästar. Från 1756 hyrde han i 18 månader en enslig gård i Lincolnshire där han ostört kunde dissekera djur för att utröna varje ben och muskels funktion. Hans noggranna anatomiska studier resulterade i boken The anatomy of the Horse 1766. Inspiration till det omkringliggande berglandskapet i Lejon anfaller en häst  hade Stubbs funnit i Creswell Crags i Derbyshire. 

## Lista över ett urval tavlor med detta motiv
| Titel                                                         | År         | Storlek (cm)  | Typ                     | Museum                                              | Bild |
| ------------------------------------------------------------- | ---------- | ------------- | ----------------------- | --------------------------------------------------- | ---- |
| A Lion Attacking a Horse (Lejon anfaller en häst)             | 1762       | 243,8 x 332,7 | olja på duk             | Yale Center for British Art, New Haven, Connecticut |      |
| Horse Frightened by a Lion (Häst skrämd av ett lejon)         | cirka 1763 | 70,5 × 101,9  | olja på duk             | Tate Britain, London                                |      |
| Horse Devoured by a Lion (Häst slukad av ett lejon)           | cirka 1763 | 69,2 × 103,5  | olja på duk             | Tate Britain, London                                |      |
| A lion attacking a horse (Lejon anfaller en häst)             | cirka 1765 | 69 × 100,1    | olja på duk             | National Gallery of Victoria, Melbourne             |      |
| Horse Frightened by a Lion (Häst skrämd av ett lejon)         | 1762–1768  | 70,5 × 104,1  | olja på duk             | Yale Center for British Art, New Haven, Connecticut |      |
| Horse Attacked by a Lion (Episode C) (Lejon anfaller en häst) | 1768–1769  | 25,7 × 29,5   | bivax och olja på panel | Yale Center for British Art, New Haven, Connecticut |      |
| Horse Attacked by a Lion (Lejon anfaller en häst)             | 1769       | 24,1 × 28,3   | emalj på koppar         | Tate Britain, London                                |      |
| Horse Frightened by a Lion (Häst skrämd av ett lejon)         | 1770       | 100,1 x 126,1 | olja på duk             | Walker Art Gallery, Liverpool                       |      |
| A Lion Attacking a Horse (Lejon anfaller en häst)             | 1770       | 102,2 × 127,6 | olja på duk             | Yale University Art Gallery, New Haven, Connecticut |      |